# Liga mistrů UEFA 1993/1994
Sezóna 1993/94 byla 39. ročníkem Ligy mistrů UEFA a zároveň druhým ročníkem po přejmenování. Jejím vítězem se stal italský klub AC Milán.
Oproti předchozímu ročníku bylo zavedeno jednozápasové semifinále hrané na hřišti vítězů skupin. Tudíž z obou základních skupin postupovaly dva týmy.

## Předkolo
| Domácí v 1. zápase | Celkem      | Hosté v 1. zápase   | 1. zápas | 2. zápas |
| ------------------ | ----------- | ------------------- | -------- | -------- |
| HJK Helsinki       | 2–1         | FC Norma            | 1–1      | 1–0      |
| FK Ekranas         | 0–2         | Floriana FC         | 0–1      | 0–1      |
| B68                | 0–11        | GNK Dinamo Zagreb   | 0–5      | 0–6      |
| Skonto FC          | (pen.)1–1   | Olimpija Ljubljana  | 0–1      | 1–0      |
| Cwmbran Town       | 4–4(v)      | Cork City           | 3–2      | 1–2      |
| Dinamo Tbilisi     | (vzdali)3–2 | Linfield FC         | 2–1      | 1–1      |
| Avenir Beggen      | 0–3         | Rosenborg           | 0–2      | 0–1      |
| KF Tirana          | 0–3         | ÍA                  | 0–0      | 0–3      |
| AC Omonia          | 2–3         | FC Aarau            | 2–1      | 0–2      |
| Zimbru Kišiněv     | 1–3         | Bejtar Jeruzalém FC | 1–1      | 0–2      |

## První kolo
| Domácí v 1. zápase  | Celkem | Hosté v 1. zápase    | 1. zápas | 2. zápas    |
| ------------------- | ------ | -------------------- | -------- | ----------- |
| FC Porto            | 2–0    | Floriana FC          | 2–0      | 0–0         |
| ÍA                  | 1–3    | Feyenoord            | 1–0      | 0–3         |
| AS Monaco           | 2–1    | AEK Athény           | 1–0      | 1–1         |
| FC Steaua București | (v)4–4 | GNK Dinamo Zagreb    | 1–2      | 3–2         |
| Rangers FC          | 4–4(v) | PFK Levski Sofia     | 3–2      | 1–2         |
| SV Werder Bremen    | 6–3    | FK Dinamo Minsk      | 5–2      | 1–1         |
| Linfield FC         | 3–4    | FC København         | 3–0      | 0–4(prodl.) |
| FC Aarau            | 0–1    | AC Milán             | 0–1      | 0–0         |
| AIK Stockholm       | 1–2    | AC Sparta Praha      | 1–0      | 0–2         |
| HJK Helsinki        | 0–6    | RSC Anderlecht       | 0–3      | 0–3         |
| Kispest Honvéd      | 3–5    | Manchester United FC | 2–3      | 1–2         |
| Galatasaray         | 3–1    | Cork City            | 2–1      | 1–0         |
| Lech Poznań         | 7–2    | Bejtar Jeruzalém FC  | 3–0      | 4–2         |
| Skonto FC           | 0–9    | FK Spartak Moskva    | 0–5      | 0–4         |
| FK Dynamo Kyjev     | 4–5    | FC Barcelona         | 3–1      | 1–4         |
| Rosenborg           | 4–5    | Austria Wien         | 3–1      | 1–4         |

## Druhé kolo
| Domácí v 1. zápase   | Celkem | Hosté v 1. zápase   | 1. zápas | 2. zápas |
| -------------------- | ------ | ------------------- | -------- | -------- |
| FC Porto             | 1–0    | Feyenoord           | 1–0      | 0–0      |
| AS Monaco            | 4–2    | FC Steaua București | 4–1      | 0–1      |
| PFK Levski Sofia     | 2–3    | SV Werder Bremen    | 2–2      | 0–1      |
| FC København         | 0–7    | AC Milán            | 0–6      | 0–1      |
| AC Sparta Praha      | 2–5    | RSC Anderlecht      | 0–1      | 2–4      |
| Manchester United FC | 3–3(v) | Galatasaray         | 3–3      | 0–0      |
| Lech Poznań          | 2–7    | FK Spartak Moskva   | 1–5      | 1–2      |
| FC Barcelona         | 5–1    | Austria Vídeň       | 3–0      | 2–1      |

## Základní skupiny

### Skupina A
| Tým               | Z | V | R | P | VG | IG | +/- | B  |
| ----------------- | - | - | - | - | -- | -- | --- | -- |
| FC Barcelona      | 6 | 4 | 2 | 0 | 13 | 3  | +10 | 10 |
| AS Monaco         | 6 | 3 | 1 | 2 | 9  | 4  | +5  | 7  |
| FK Spartak Moskva | 6 | 1 | 3 | 2 | 6  | 12 | -6  | 5  |
| Galatasaray       | 6 | 0 | 2 | 4 | 1  | 10 | -9  | 2  |

|                   | BAR | GAL | MON | SPA |
| ----------------- | --- | --- | --- | --- |
| FC Barcelona      | –   | 3–0 | 2–0 | 5–1 |
| Galatasaray       | 0–0 | –   | 0–2 | 1–2 |
| AS Monaco         | 0–1 | 3–0 | –   | 4–1 |
| FK Spartak Moskva | 2–2 | 0–0 | 0–0 | –   |

### Skupina B
| Tým              | Z | V | R | P | VG | IG | +/- | B |
| ---------------- | - | - | - | - | -- | -- | --- | - |
| AC Milán         | 6 | 2 | 4 | 0 | 6  | 2  | +4  | 8 |
| FC Porto         | 6 | 3 | 1 | 2 | 10 | 6  | +4  | 7 |
| SV Werder Bremen | 6 | 2 | 1 | 3 | 11 | 15 | -4  | 5 |
| RSC Anderlecht   | 6 | 1 | 2 | 3 | 5  | 9  | -4  | 4 |

|                  | AND | MIL | POR | BRM |
| ---------------- | --- | --- | --- | --- |
| RSC Anderlecht   | –   | 0–0 | 1–0 | 1–2 |
| AC Milán         | 0–0 | –   | 3–0 | 2–1 |
| FC Porto         | 2–0 | 0–0 | –   | 3–2 |
| SV Werder Bremen | 5–3 | 1–1 | 0–5 | –   |

## Play off

### Semifinále
| 27. dubna 1994 20:30                                           |       |           |                                                                                  |
| AC Milán                                                       | 3 – 0 | AS Monaco | Stadio Giuseppe Meazza, Milán diváci: 78 650 rozhodčí: Bernd Heynemann (Německo) |
| Marcel Desailly 14' Demetrio Albertini 48' Daniele Massaro 70' |       |           | Stadio Giuseppe Meazza, Milán diváci: 78 650 rozhodčí: Bernd Heynemann (Německo) |

| 27. dubna 1994 20:30                        |       |          |                                                                     |
| FC Barcelona                                | 3 – 0 | FC Porto | Camp Nou, Barcelona diváci: 98 000 rozhodčí: Vadim Zhuk (Bělorusko) |
| Christo Stoičkov 10', 35' Ronald Koeman 72' |       |          | Camp Nou, Barcelona diváci: 98 000 rozhodčí: Vadim Zhuk (Bělorusko) |

### Finále
| 18. května 1994 21:15                                              |        |              |                                                                         |
| AC Milán                                                           | 4 – 0  | FC Barcelona | Olympijský stadion, Athény diváci: 70 000 rozhodčí: Philip Don (Anglie) |
| Daniele Massaro 22', 45+2' Dejan Savićević 47' Marcel Desailly 58' | Report |              | Olympijský stadion, Athény diváci: 70 000 rozhodčí: Philip Don (Anglie) |

## Vítěz
| Liga mistrů UEFA 1993/94 AC Milán (5. titul) Sebastiano Rossi - Mauro Tassotti , Filippo Galli, Paolo Maldini, Stefano Nava, Christian Panucci, Roberto Donadoni, Marcel Desailly, Demetrio Albertini, Zvonimir Boban, Dejan Savićević, Daniele Massaro Trenér: Fabio Capello |